# (9262) Бордовицына
(9262) Бордовицына (лат. Bordovitsyna) — типичный астероид главного пояса, открыт 6 сентября 1973 года советским астрономом Тамарой Смирновой в Крымской астрофизической обсерватории и 9 марта 2001 года назван в честь советского и российского астронома Татьяны Бордовицыной.

## Обнаружение и именование
(9262) Бордовицына
Открыт 6 сентября 1973 года в Крымской астрофизической обсерватории Т. М. Смирновой.
Татьяна Валентиновна Бордовицына (р. 1940) — заведующая кафедрой небесной механики и астрометрии Института прикладной математики и механики Томского университета, является экспертом в области динамики естественных и искусственных спутников и расчёта орбит, а также талантливым воспитателем молодых учёных.
Оригинальный текст (англ.)9262 Bordovitsyna
Discovered 1973 Sept. 6 by T. M. Smirnova at the Crimean Astrophysical Observatory.
Tatiana Valentinovna Bordovitsyna (b. 1940), head of the department of celestial mechanics and astrometry in the Institute for Applied Mathematics and Mechanics of Tomsk University, is an expert on the dynamics of natural and artificial satellites and orbit computation, as well as a gifted educator of young scientists.
Источники: 20010309/MPCPages.arc; M.P.C. 42358.

## Орбита

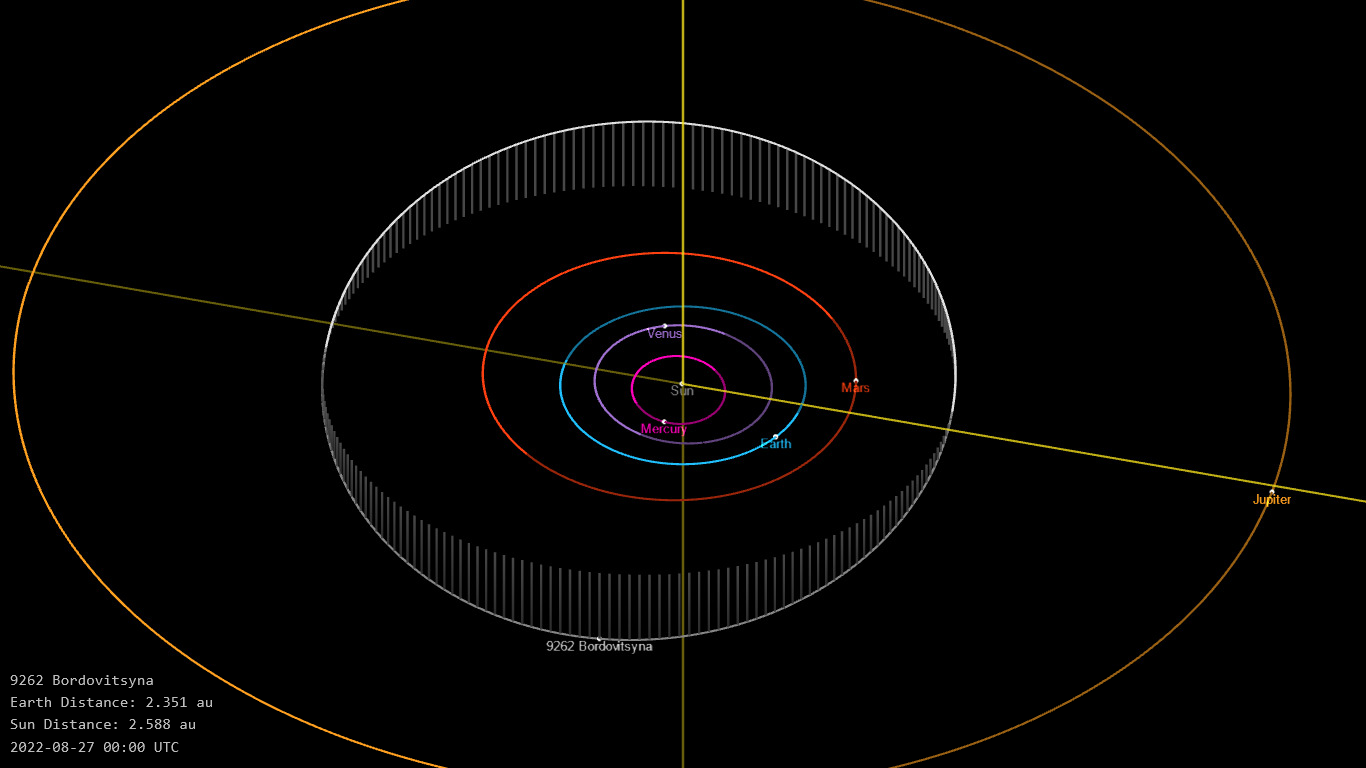
Орбита астероида Бордовицына и его положение в Солнечной системе

## Физические характеристики
Астероид относится к таксономическому классу S.
По результатам наблюдений в видимом и ближнем инфракрасном диапазоне космического телескопа NEOWISE и наблюдений в инфракрасном диапазоне спутника Akari диаметр астероида сначала оценивался равным 9,024±0,153 км, позже — 8,45±0,78 км, 8,63±0,42 км и 8,143±0,114 км. Согласно тем же источникам альбедо оценивается как 0,1373±0,0422, 0,161±0,033, 0,285±0,058 и 0,168±0,023.